# Vidar Forsberg
Karl Vidar Forsberg, född 12 augusti 1921 i Österåker, Stockholms län, död 26 juli 1992 i Stockholm, var en svensk grafisk formgivare, bror till Karl-Erik Forsberg.
Forsberg var konstnärlig ledare hos Bonniers förlag. Till hans större verk som bokformgivare hör Den svenska historien i tio delar (Bonnier 1966–1968).
År 1991 grundade han Forsbergs skola tillsammans med sin bror Karl-Erik Forsberg, sin dotter Pia Forsberg och sin dåvarande svärson Pelle Lindberg.
Han var från 1943 gift med Anna Lisa Lydia Forsberg (1920–2009) och hade bland flera barn dottern Pia Forsberg (född 1953), som också är grafisk formgivare. Forsberg finns representerad vid Nationalmuseum i Stockholm.